# Non arrenderti mai/Bianca luna
Non arrenderti mai/Bianca luna è il primo singolo solista di Piero Cassano, a un anno dalla sua uscita dai Matia Bazar, pubblicato dalla Ariston (catalogo AR 00929) nel 1982.

## I brani

### Non arrenderti mai
Non arrenderti mai, presente sul lato A del disco, è il brano con cui l'ex-Matia Bazar partecipa alla 32ª edizione del Festival di Sanremo, senza riuscire ad accedere alla serata finale. Il testo è di Cristiano Minellono e Luigi Albertelli, mentre la musica è di Piero Cassano; l'arrangiamento e la direzione orchestrale sono di Pinuccio Pirazzoli.

### Bianca luna
Bianca luna è il brano presente sul lato B del disco. Sia l'arrangiamento che la musica sono di Piero Cassano, mentre il testo è di Claudia Ferrandi.

## Tracce
Edizioni musicali Fun House & Co..
1. Non arrenderti mai (Festival di Sanremo 1982) – 3:14
2. Bianca luna – 4:00